# Eupsilia quinquilinea
Eupsilia quinquilinea är en fjärilsart som beskrevs av Charles Boursin 1956. Eupsilia quinquilinea ingår i släktet Eupsilia och familjen nattflyn. Inga underarter finns listade i Catalogue of Life.